# Kevin Saunderson
Kevin Saunderson, född 5 september 1964 i Brooklyn, New York är en amerikansk musiker inom techno, ibland under namn som Kreem, Inner-City och E-Dancer. Han flyttade vid nio års ålder till Bellville, Michigan utanför Detroit. Som medlem av The Belleville Three, de växte alla upp i samma område, tillsammans med Derrick May och Juan Atkins, ses han som en av technons grundare. De tre lyssnade på dj:n Charles "The Electrifying Mojo" Johnson på den lokala radion. Till skillnad från May och Atkins satsade inte Saunderson direkt på en musikkarriär utan studerade telekommunikation och spelade amerikansk fotboll vid Eastern Michigan University. Under mitten av 1980-talet följde Saunderson under sex månader Mays arbete med Let's Go; och inspirerades att skapa egen musik. 

## Diskografi(i urval)
- Big Fun (Ten Records)
- Good Life (Ten Records)
- Bounce Your Body To The Box (Kool Kat Music)
- The Groove That Won't Stop (KMS)
- The Sound (KMS)
- Network Retro #3 - Back 2 Back Classics (Network Records)
- Faces & Phases (Planet E)
- Powerbass (Sonic Groove)
- Elevator (KMS)
- Reese & Santonio - The Sound (Smoothe Mix) (1987)
- Reese & Santonio - Rock To The Beat (Kool Kat Records, 1988)
- Reese - Bassliine (Drive On / Virgin Music, 1991)
- E-Dancer - Velocity Funk / World Of Deep (1997)
- E-Dancer - Heavenly (Planet E), (1998) LP

## Mixar(i urval)
- Kevin Saunderson Presents KMS - The Party Of The Year (1994)
- X-Mix - The DVD Collection Part III (2001)
- KMS - The Definitive Mix Compilation (2003)